# Szivics Tomiszlav
Tomislav Sivić (Szabadka, 1966. augusztus 29. –) vajdasági bunyevác nemzetiségű labdarúgó, edző.

## Pályafutása
Labdarúgóként megfordult többek között Kecskeméten is, a Linka József-féle csapatban. Később az izlandi bajnokságba került. 1996 és 2001 között Feröeren volt játékosedző, és 1997-ben bajnokságot nyert a B36 Tórshavnnal. Ő irányította többek között a szerb U17-es és U19-es válogatottat is. 2006-ban megkeresték, hogy legyen Ugandában szövetségi kapitány, de végül nemet mondott. 2007 őszén ült le a Kecskeméti TE kispadjára. Történelmet írt, mikor feljuttatta a csapatot az NB 1-be.
Az edzősködés mellett szívesen teniszezik. Jó barátságot ápol Zoran Filipović montenegrói szövetségi kapitánnyal, Zoran Kunticcsal, akit játékosként és edzőként is jól ismernek Magyarországon, ezenkívül több szerbiai szakemberrel tart kapcsolatot.
2008 decemberében Hollandiában járt tanulmányúton, megtekintette a Twente, a Feyenoord, a PSV Eindhoven és az Ajax létesítményeit, az ottani módszereket. Beszélt Dzsudzsák Balázzsal, Juhász Rolanddal és  Marco van Bastennel is. A csapat végül az előkelő ötödik helyen végzett. 2009. október 21-én lemondott posztjáról a gyengébb eredmények miatt. 2010 februárjában elvállalta ismét a szerb U-19-es válogatott szövetségi kapitányi posztját, később visszatért a Kecskeméti TE csapatához. 2011-ben Magyar Kupát nyert a Kecskeméttel. 2012 augusztusában visszatért Magyarországra, és a Paksi FC edzője lett.
2012 októberében megkapta a magyar állampolgárságot. Anyja magyar, apja bunyevác, így az egyszerű honosítás keretében kaphatta meg a magyar állampolgárságot.
2013-ban a Diósgyőri VTK edzője lett, a miskolci csapattal Ligakupa-győztes lett és bejutott a Magyar Kupa döntőjébe a 2013-2014-es szezonban. 2015-ben a szerb U21-es válogatott edzője lett. Itt is két évet töltött, az olasz válogatott mögött a második helyen továbbjutva, majd pótselejtezőt játszva csapatával kiharcolta a 2017-es kontinensviadalon való részvételt. 2016. december 26-án lemondott erről a posztjáról. Másnap kinevezték a Mezőkövesd Zsóry vezetőedzőjének. Irányításával a kövesdi csapat mindössze nyolc pontot szereztek, két győzelem mellett két döntetlen és hat vereség volt Szivics mérlege, akivel 2017. május 1-jén a klub vezetősége szerződést bontott. A 2019–2020-as szezon előtt újra a Paks vezetőedzője lett. Irányításával a tolnai csapat 13 tétmérkőzésen szerepelt, ezalatt öt győzelmet és egy döntetlent ért el, hétszer kikapott. November 3-án menesztették posztjáról. 2020 júliusában a szerbiai FK Tisza edzője lett.

## Idézetek
- „Nem szeretem azt, amikor egy játékosra épül a taktika, aki mondjuk rúg 25 gólt, de ha egy okos edző ráállít két embert, és kiveszi őt a játékból, akkor megbénul a csapat.”
- „Tegnap túl szögletes volt a kapufa, ha normális kapufánk van, akkor biztos bemegy Csori emelése, és megvan a 75 gól - 75 pont a bajnokság végére. Fogom javasolni Rózsa úrnak, hogy az NB I-es szezon kezdetére szerezzen be egy normális kapufát.”
- „Kecskemét városa 97 éve várt már valami ehhez hasonló eredményre, ennek megfelelően kénytelenek voltunk ekkora fölénnyel bajnokságot nyerni.”
- „A külföldi futballisták mellé magyartanárt fogadtunk, és aki egy hónap múlva nem tud megfelelően kommunikálni a többiekkel, azokkal szerződést bontunk.”
- „Ha most, a bajnoki rajt előtt két héttel már minden passzolna, akkor törhetném a fejem, hogy mit csináltunk rosszul a kollégáimmal.” (BAON 2009. július 10.)
- „Filozófiám lényege a támadófutballban, a kevés érintéssel felépített támadófutballban rejlik.”[15]

## Sikerei edzőként
B36 Tórshavn
- Feröeri másodosztály:
  - Bajnok (1): 1997

 Kecskeméti TE
- NB II: 
  - Bajnok (1):  2007/2008
- Magyar kupa:
  - Győztes (1): 2011

 Diósgyőri VTK
- Magyar ligakupa:
  - Győztes (1):  2014
- Magyar kupa:
  - Döntős (1): 2014

## Külső hivatkozások
- interjú[halott link]
- videóinterjú
- interjú[halott link]